# Horst Teltschik

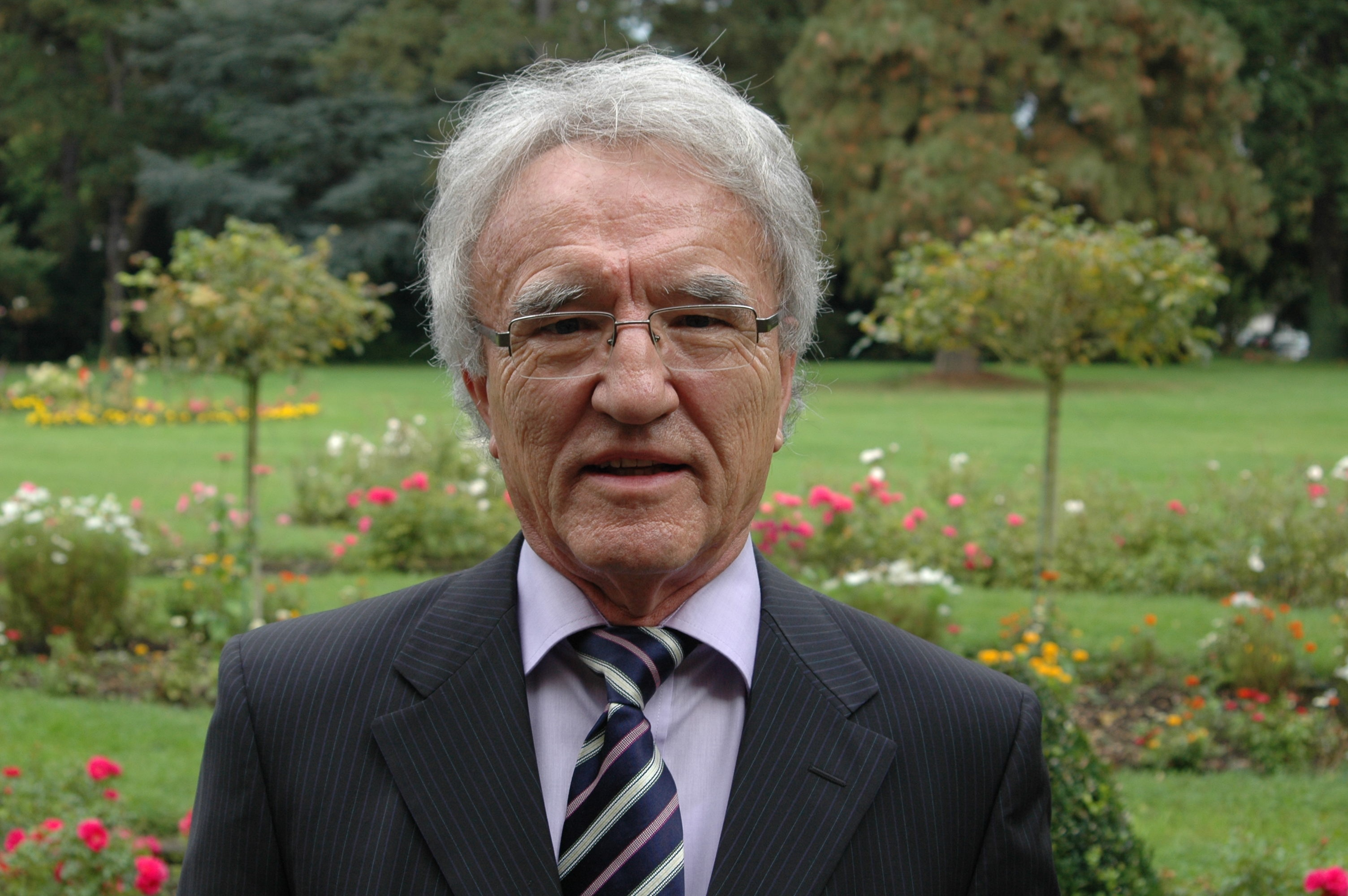
Horst Teltschik (2014)

Horst M. Teltschik (* 14. Juni 1940 in Klantendorf, Reichsgau Sudetenland) ist ein ehemaliger deutscher politischer Beamter und Wirtschaftsmanager. Von 1972 bis 1990 gehörte er zum engsten Kreis Helmut Kohls. 1982 bis 1990 leitete er die außenpolitische Abteilung im Kanzleramt. Von 1999 bis 2008 war er Vorsitzender der Münchner Sicherheitskonferenz.

## Leben und Wirken

### Herkunft und Studium
Horst Teltschik wurde als Sohn von Richard und Anna Teltschik im Sudetenland geboren. Am Ende des Zweiten Weltkriegs flüchtete die Familie Teltschik nach Bayern. Sein Vater, der vorher selbständig war, fand in Tegernsee eine Stellung als Arbeiter. Teltschik, der sich aktiv in der katholischen Jugendbewegung beim Bund Neudeutschland betätigte, zuletzt als Dekanatsjugendführer, besuchte das Gymnasium Tegernsee und legte 1960 das Abitur ab.
Nach dem Grundwehrdienst als Reserveoffizieranwärter u. a. beim Panzerbataillon 54 (1960–1962; letzter Dienstgrad Oberleutnant der Reserve) studierte er von 1962 bis 1967 Politische Wissenschaften, Neuere Geschichte und Völkerrecht an der Freien Universität Berlin. Während seines Studiums war er RCDS-Vorsitzender an der FU Berlin, später Landesvorsitzender des RCDS in Berlin und stellvertretender Bundesvorsitzender (1965/66). 1967 schrieb er seine Diplomarbeit über den chinesisch-sowjetischen Konflikt.
Teltschik wandte sich nach einer kurzen akademischen Karriere (1968–1970) als Hochschulassistent am Lehrstuhl für Internationale Beziehungen von Richard Löwenthal am Otto-Suhr-Institut für Politikwissenschaft hauptberuflich der Politik zu.

### Mitarbeiter und Berater von Helmut Kohl

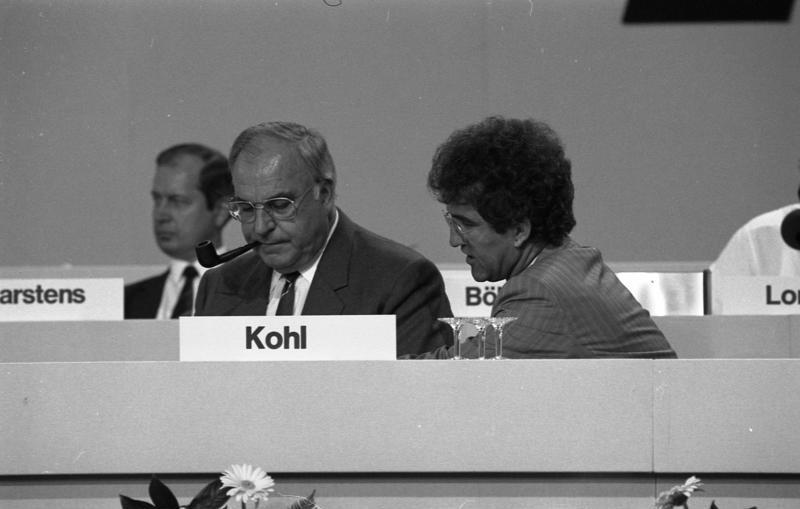
Bundeskanzler Helmut Kohl mit Horst Teltschik (rechts) auf dem 34. Bundesparteitag der CDU (1986)

Von 1970 bis 1972 war er Leiter der Gruppe „Außen- und Deutschlandpolitik“ in der CDU-Bundesgeschäftsstelle (Konrad-Adenauer-Haus) in Bonn. 1972 gewann ihn der damalige Ministerpräsident von Rheinland-Pfalz, Helmut Kohl, als Referent (Leitender Ministerialrat) für die Staatskanzlei in Mainz. Seitdem gehörte Teltschik zu dessen engem Beraterkreis. 1977 wurde er Leiter des Büros des Vorsitzenden der CDU/CSU-Bundestagsfraktion in Bonn. Kohl war 1976 bis 1982 Vorsitzender der Bundestagsfraktion und damit Oppositionsführer.
Nach der Wahl von Kohl zum Bundeskanzler am 1. Oktober 1982 wurde Teltschik Ministerialdirektor und Leiter der Abteilung „Auswärtige und innerdeutsche Beziehungen, Entwicklungspolitik, Äußere Sicherheit“ im Bundeskanzleramt in Bonn. 1983 wurde er Stellvertretender Leiter des von Waldemar Schreckenberger (CDU) sowie später von Wolfgang Schäuble (CDU) und Rudolf Seiters (CDU) geleiteten Bundeskanzleramtes. 1989/90 war er Sonderbeauftragter für die Verhandlungen mit Polen; er war an den deutsch-deutschen Verhandlungen der Wendezeit und der Deutschen Wiedervereinigung beteiligt. Am 10. Februar 1990 besuchten Kohl und Teltschik den damaligen sowjetischen Staatspräsidenten Michail Gorbatschow in Moskau. An dem Gespräch nahmen außerdem Gorbatschows persönlicher Berater Anatolij Tschernajew und zwei Dolmetscher teil. Der Kreml erkannte erstmals seit 1945 das Recht der Deutschen auf Selbstbestimmung an und Gorbatschow machte den Weg zur Einheit frei.

### Tätigkeit in der Wirtschaft

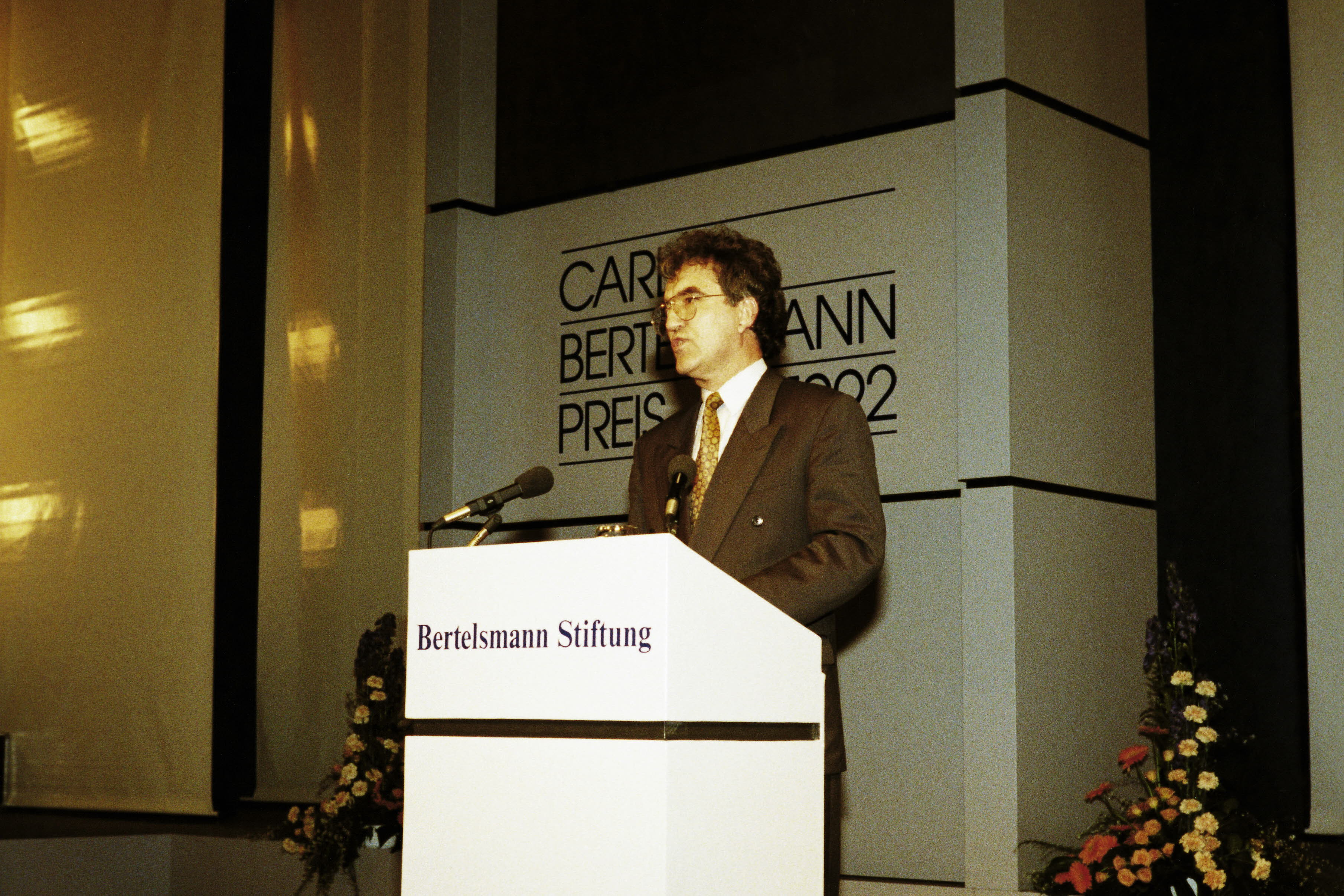
Horst Teltschik bei der Verleihung des Carl Bertelsmann-Preises der Bertelsmann Stiftung (1992)

Von 1991 bis 1992 war Teltschik Geschäftsführer der Bertelsmann Stiftung in Gütersloh und gehörte auch dem Beirat an.
Von 1993 bis 2000 war er Vorstandsmitglied der BMW Group für das neu geschaffene Ressort „Wirtschaft und Politik“ und von 2000 bis 2003 Beauftragter des Vorstands für Zentral- und Osteuropa, Asien und den Mittleren Osten. Von 1993 bis Ende 2003 amtierte er als Vorsitzender der firmeneigenen BMW Stiftung Herbert Quandt in München.
Ab 2003 war er Präsident von Boeing Deutschland und Vizepräsident Boeing International. Nachdem der Streit um staatliche Subventionen zwischen Boeing und Airbus eskaliert war und im Oktober 2004 zu wechselseitigen Klagen vor der WTO geführt hatte, bemühten sich die Konfliktparteien im Dezember 2004 um eine Entschärfung der Auseinandersetzung. Teltschik erklärte dabei für Boeing, dass das Unternehmen die WTO nicht als „geeignete Plattform“ für die Auseinandersetzung der Wettbewerber ansehe. Teltschik beendete zum 30. Juni 2006 seine Tätigkeit bei Boeing. Seitdem ist er freiberuflich als Berater tätig.

### Münchner Sicherheitskonferenz

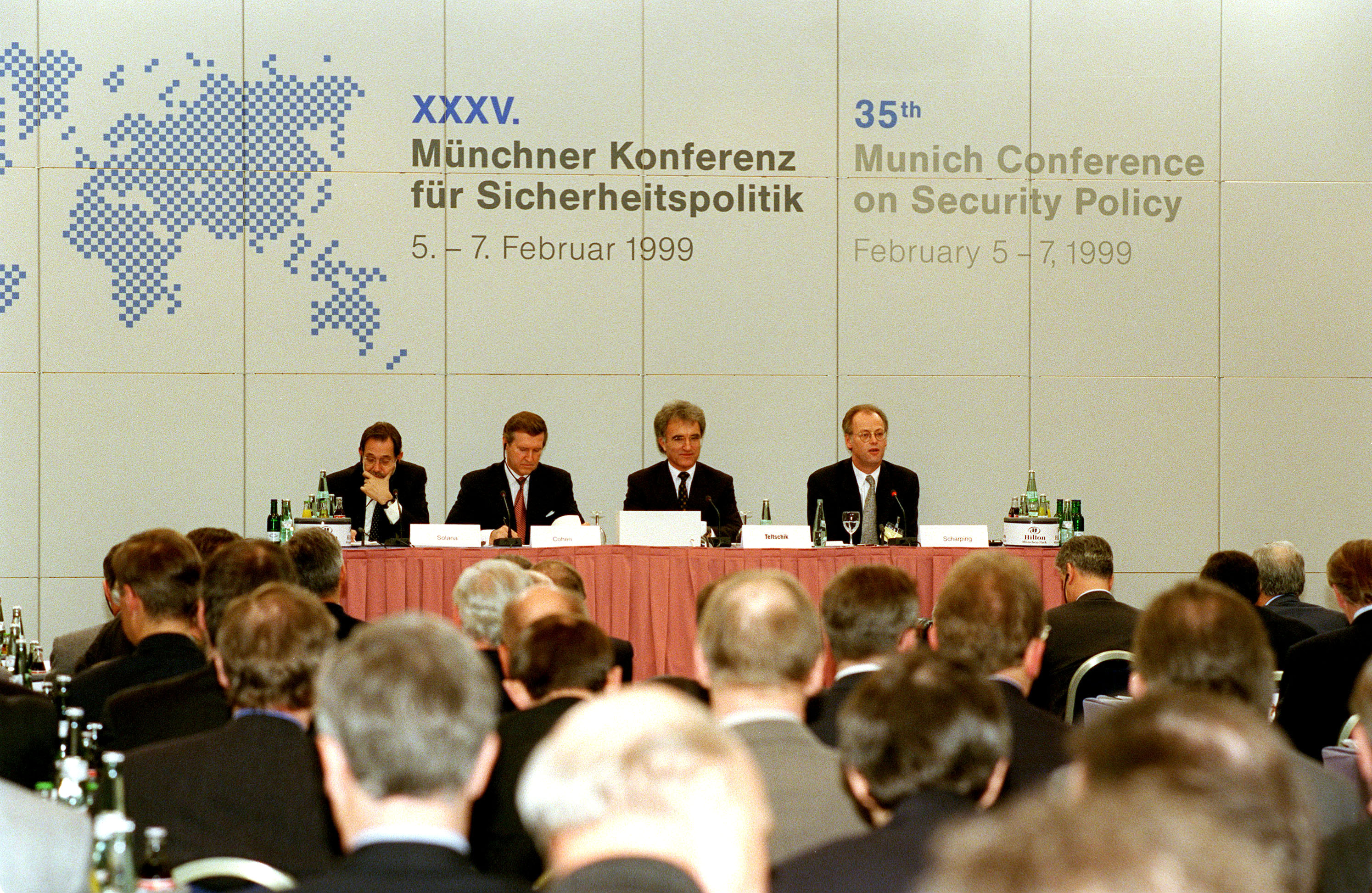
Horst Teltschik (Zweiter von rechts) auf der 35. Münchner Sicherheitskonferenz (1999)

Teltschik leitete von 1999 bis 2008 die Münchner Sicherheitskonferenz. Anfang März 2003 überlegte man im Verteidigungsministerium und im Bundespresseamt, Teltschik in dieser Funktion wegen seines Postens als Präsident von Boeing Deutschland abzulösen. Teltschik sah sich jedoch in keinem Interessenkonflikt: „Wenn Boeing ein reiner Rüstungskonzern wäre, würde zwar auch er sein Engagement bei der Konferenz für ‚problematisch‘ halten. Der Militär-Anteil bei der US-Firma betrage aber nur etwa 20 Prozent.“ Er lehnte die Bezeichnung „Lobbyist“ ab, denn „wenn er nur den Türöffner für Boeing hätte spielen sollen, hätte er den Job nie angenommen“.

### Honorarprofessur
Mitte 2003 folgte er dem Ruf einer Honorarprofessur an der neuen Fakultät für Wirtschaftswissenschaften der Technischen Universität München. Er hatte an der Technischen Universität bereits seit November 1996 als Lehrbeauftragter doziert.
2009 war er Gründungspräsident des Korean-German Institute of Technology (KGIT) in Seoul.

### Privates
Teltschik ist seit 1967 verheiratet und hat zwei Kinder.
Er lebt in Rottach-Egern am Tegernsee.

## Positionen

### Appell für eine andere Russlandpolitik
2014 gehörte er zu den Initiatoren des Appells für eine andere Russlandpolitik. Teltschik hatte erklärt, den Initiatoren gehe „es um ein politisches Signal, dass die berechtigte Kritik an der russischen Ukraine-Politik nicht dazu führt, dass die Fortschritte, die wir in den vergangenen 25 Jahren in den Beziehungen mit Russland erreicht haben, aufgekündigt werden.“

### Friedensplan für die Ukraine
Für den Frieden in der Ukraine engagierte sich Horst Teltschik 2023 mit den Professoren Peter Brandt und Hajo Funke sowie General a. D. Harald Kujat. Sie stellten einen Friedensplan vor, der von Medien und Politik jedoch weitgehend ignoriert wurde.

## Schriften

### Russisches Roulette, 2019
Teltschik analysiert in diesem Buch die geopolitischen Entwicklungen vom Ende des Kalten Krieges bis zur Gegenwart. Er zeigt, wie die Chancen der 1990er Jahre, eine nachhaltige Friedensordnung zu etablieren, durch politische Fehlentscheidungen und Missverständnisse zwischen dem Westen und Russland vertan wurden. Teltschik beschreibt die zunehmende Entfremdung, insbesondere durch die NATO-Osterweiterung und fehlende Rüstungskontrollabkommen, und kritisiert das Fehlen einer aktiven Entspannungspolitik. Gleichzeitig warnt er vor einer Eskalationsspirale und fordert Dialogbereitschaft, um Vertrauen und Stabilität wiederherzustellen. Renate Nimtz-Köster hebt in ihrer Rezension in der Süddeutschen Zeitung vom 14. April 2019 Teltschiks detaillierte Schilderungen der politischen Ereignisse hervor. Teltschik stelle die Ukraine aber zu negativ dar. Dass der Kalte Krieg damals überwunden wurde, „lag vor allem an der Strategie der Nato, die seit der zweiten Hälfte der 60er-Jahre eine Politik der Stärke konsequent mit Angeboten zur Entspannung verband“. Gegenwärtig (2019) aber sehe er die NATO nur auf „Konfrontationskurs“. Teltschik warne: Wenn sie ihre jetzige unflexible Strategie fortsetze, werde der Konflikt mit Russland immer weiter eskalieren.

### Das Tagebuch der deutschen Einheit, 1991, 2024

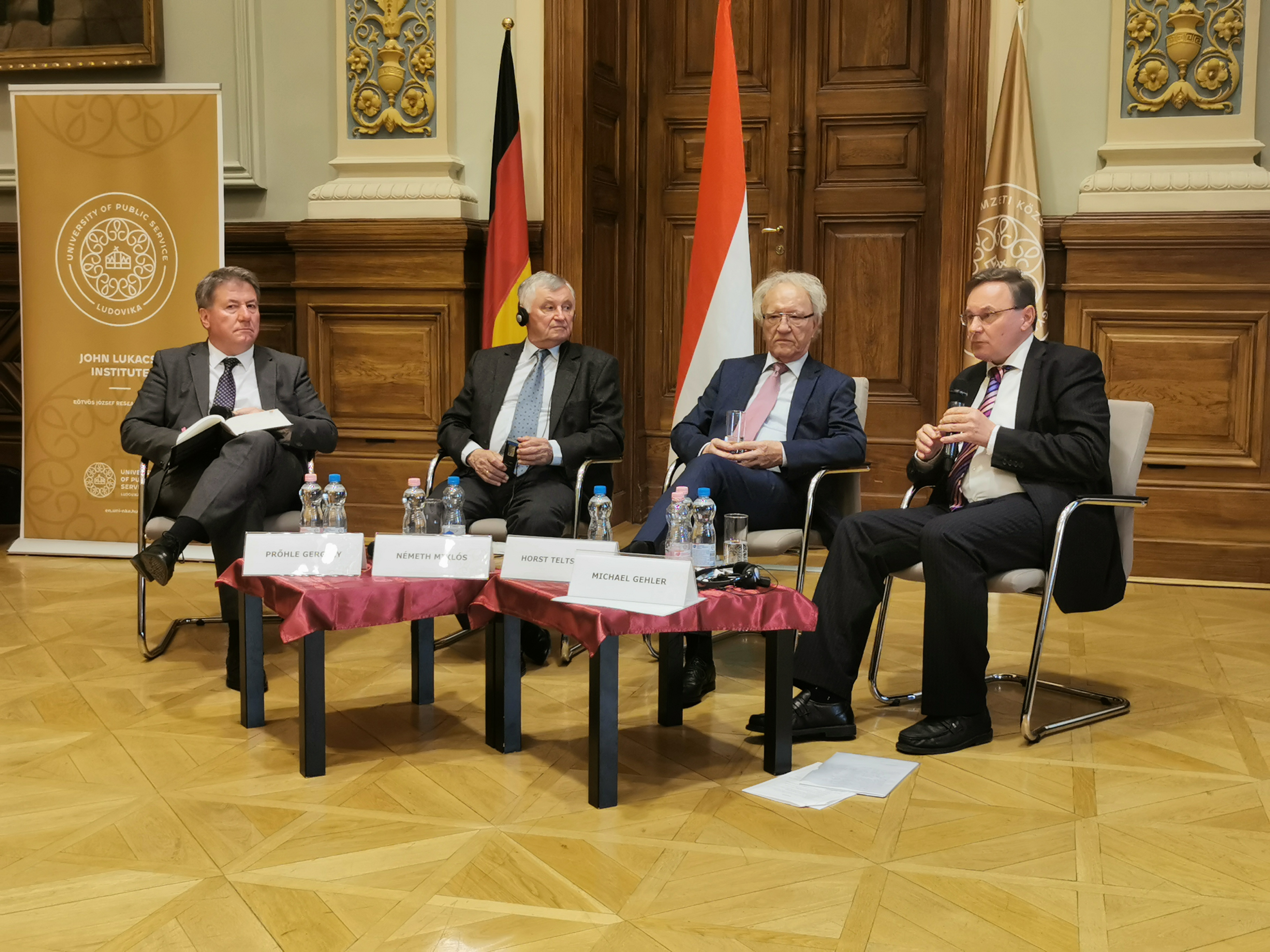
From Détente to the Wall's Fall

Das von Michael Gehler herausgegebene vollständige Tagebuch beginnt am 9. November 1989 und reicht bis zum 3. Oktober 1990. Der Band mit über 1000 Seiten enthält außerdem Nachbetrachtungen und Rückblenden sowie ein langes Interview mit Teltschik als Zeitzeugen. 1991 war im Siedler-Verlag unter dem Titel 329 Tage. Innenansichten der Einigung etwa ein Drittel der Tagebuchtexte erschienen. In dieser Frühfassung waren brisante Themen ausgeklammert worden, die Spannungen zwischen dem Bundeskanzleramt und dem Auswärtigen Amt, sicherheitspolitische Aspekte, die Litauen-Frage, Darstellungen zur Krise im Vorfeld des Zweiten Golfkriegs 1991.

## Mitgliedschaften
Teltschik gehört dem Senat der Deutschen Nationalstiftung, dem Board des Indien-Instituts, dem Kuratorium der Eugen-Biser-Stiftung, dem Kuratorium der Freunde der Hebräischen Universität Jerusalem in Deutschland, dem Kuratorium der Konrad-Adenauer-Stiftung, dem Kuratorium von CARE Deutschland, dem Kuratorium der Sudetendeutschen Akademie der Wissenschaften und Künste, dem Förderkreis der Stiftung Wirtschaft hilft Hungernden, dem Beirat der Atlantischen Initiative, dem Beirat der Deutschen Vermögensberatung und dem Beirat der Consileon Business Consultancy an.
Er war von 2002 bis 2011 Präsident der Deutsch-Israelischen Wirtschaftsvereinigung (DIW), außerdem war er zuvor Mitglied des Deutsch-Japanischen Dialogforums (DJF) und der Deutsch-Indischen Beratungsgruppe (DIBG). Teltschik war Präsidiumsmitglied des Wirtschaftsrates der CDU und der Deutschen Gesellschaft für Auswärtige Politik (DGAP) sowie Mitglied des International Advisory Board des Council on Foreign Relations (CFR). Von 1993 bis 2003 war er Vorsitzender der Gesellschaft der Freunde und Förderer der Münchner Philharmoniker und von 2000 bis 2007 war er Mitglied des Hochschulrats der Akademie der Bildenden Künste München. Von 2002 bis 2010 war er Verwaltungsratsmitglied des Pharmaunternehmens Roche.
Teltschik engagiert sich im Beirat des Vereins Bündnis für Gerechtigkeit zwischen Israelis und Palästinensern.

## Auszeichnungen und Ehrungen
- 1985 wurde ihm der Orden der französischen Ehrenlegion verliehen (Commandeur de la Légion d’Honneur)  und er erhielt im selben Jahr das Verdienstkreuz am Bande des Verdienstordens der Bundesrepublik Deutschland.
- 1991 wurde ihm die Ehrendoktorwürde der Wirtschaftswissenschaften an der Corvinus-Universität Budapest und 1997 der Sogang-Universität Seoul verliehen.
- Teltschik wurde 1991 mit dem Großen Silbernen Ehrenzeichen der Republik Österreich geehrt sowie mit der Kommandeursstufe des Verdienstordens der Republik Polen.
- Von 1992 bis 2002 war er Honorargeneralkonsul der Republik Indien für Bayern und Thüringen.
- Im Jahre 1999 erhielt er den Zukunftspreis der CDU-nahen Initiative Forum Zukunft.
- 2000 wurde er durch Ministerpräsident Edmund Stoiber mit dem Bayerischen Verdienstorden ausgezeichnet.
- 2005 erhielt er den SCOPUS Award der Hebrew University in Jerusalem.
- Zu seinem Abschied als Leiter der Münchener Sicherheitskonferenz wurde er im Februar 2008 mit dem Großen Verdienstkreuz des Verdienstordens der Bundesrepublik Deutschland. ausgezeichnet.
- Horst Teltschik wurde 2009 mit der British-German Community Medal der Britischen Handelskammer in Deutschland ausgezeichnet.
- 2010 wurde ihm durch Karl-Theodor zu Guttenberg die Manfred-Wörner-Medaille verliehen.[25]

## Publikationen (Auswahl)
- CDU-Bundesgeschäftsstelle, Abt. Politik, Arbeitsgruppe Außen-Deutschlandpolitik (Hrsg.): Zum Vertrag vom 12. August 1970 zwischen der Bundesrepublik Deutschland und der Union der Sozialistischen Sowjetrepubliken. Bonn 1970.
- 329 Tage. Innenansichten der Einigung. 5. Auflage, Siedler, Berlin 1992, ISBN 3-88680-424-0.
- Bertelsmann Stiftung (Hrsg.): Grenzen der Kunstfreiheit. Dokumentation der Bertelsmann Stiftung zum Symposium am 27. Oktober 1991 in Gütersloh. Gütersloh 1992.
- Außenpolitischer Club der CSU (Hrsg.): Die deutsche Außenpolitik in den neunziger Jahren: München, 31. Oktober 1991. München 1992.
- Russisches Roulette. Vom Kalten Krieg zum Kalten Frieden.[26] C. H. Beck, München 2019, ISBN 978-3-406-73229-4.
- Michael Gehler (Hrsg.): Horst Teltschik: Die 329 Tage zur deutschen Einheit. Das vollständige Tagebuch mit Nachbetrachtungen, Rückblenden und Ausblicken. Vandenhoeck & Ruprecht, Göttingen 2024, ISBN 978-3-525-30265-1.